# Pernille Hostrup
Pernille Kuijers Hostrup (1 de septiembre de 2002) es una deportista danesa que compite en piragüismo en la modalidad de maratón.
Ganó una medalla de bronce en el Campeonato Europeo de Piragüismo en Maratón de 2025, en la prueba de K1 en distancia corta. Además, consiguió una medalla de bronce en los Juegos Mundiales de 2025.

## Palmarés internacional
| \| Campeonato Europeo \| Campeonato Europeo \| Campeonato Europeo \| Campeonato Europeo \| \| Año \| Lugar \| Medalla \| Competición \| \| ------------------ \| ------------------------ \| ------------------ \| ------------------ \| \| 2025 \| Ponte de Lima (Portugal) \| Medalla de bronce \| K1 (DC) \| |                          |                   |             |
| Campeonato Europeo |                          |                   |             |
| Año | Lugar                    | Medalla           | Competición |
| 2025 | Ponte de Lima (Portugal) | Medalla de bronce | K1 (DC)     |